# 显脉楼梯草
显脉楼梯草（学名：Elatostema longistipulum）是荨麻科楼梯草属的植物。分布在越南北部以及中国大陆的广西、云南等地，生长于海拔1,000米至1,300米的地区，见于山谷沟边以及林边，目前尚未由人工引种栽培。